# Leonardo Lema
Leonardo Lema (General Pico, La Pampa, 20 de junio de 1998) es un baloncestista argentino que se desempeña como alero en Quimsa de la Liga Nacional de Básquet de Argentina.

## Trayectoria
Lema aprendió a jugar al baloncesto en el club Cultural Argentino, pasando luego a las divisiones formativas de Independiente de General Pico. 
Llegó a Atenas de Córdoba en 2015 donde evolucionó desde ser una promesa hasta convertirse en el héroe que evitó el descenso del equipo a la La Liga Argentina.
Luego de lograr la hazaña con Atenas, reforzó a Instituto en la Basketball Champions League Americas 2021, guio a Unión de Santa Fe a la conquista La Liga Argentina, y viajó a Montevideo para vivir la experiencia de la Liga Uruguaya de Básquetbol con Defensor Sporting. Antes de retornar a su país, disputó un par de partidos de la Basketball Champions League Americas 2021-22 con Nacional.
Fichó luego para jugar el primer semestre de 2022 con el equipo santiagueño de Olímpico. Al finalizar el certamen, renovó su vínculo con el club.
En junio de 2023 dejó nuevamente su país para unirse al São José Basketball del Novo Basquete Brasil. Completada la temporada, fue repatriado por Atenas, equipo que acababa de ascender a la LNB luego de una temporada en la segunda división argentina.
En julio de 2025 fue contratado por Quimsa.

### Clubes
| Club                      | País      | Año             |
| ------------------------- | --------- | --------------- |
| Carrera amateur/formativa |           |                 |
| Independiente (GP)        | Argentina | 2011–2015       |
| Carrera profesional       |           |                 |
| Atenas                    | Argentina | 2015–2021       |
| Instituto                 | Argentina | 2021            |
| Unión de Santa Fe         | Argentina | 2021            |
| Defensor Sporting         | Uruguay   | 2021            |
| Nacional                  | Uruguay   | 2021            |
| Olímpico                  | Argentina | 2022 - 2023     |
| São José Basketball       | Brasil    | 2023 - 2024     |
| Atenas                    | Argentina | 2024 - 2025     |
| Quimsa                    | Argentina | 2025 - Presente |

## Selección nacional
Lema fue miembro de los seleccionados juveniles de baloncesto de Argentina, llegando a jugar en el Campeonato FIBA Américas Sub-18 de 2016 y el Campeonato Mundial de Baloncesto Sub-19 de 2017.
Debutó con la selección mayor en noviembre de 2020 en un partido ante Chile correspondiente al clasificatorio a la FIBA AmeriCup de 2022.